# 小行星3895
小行星3895（3895 Earhart）是一颗绕太阳运转的小行星，为主小行星带小行星。该小行星于1987年2月23日由帕洛瑪天文台卡羅琳·舒梅克发现。小行星3895以美國飛行員愛蜜莉亞·艾爾哈特來命名。

## 轨道参数
小行星3895的轨道半长轴为2.3504934 UA，离心率为0.182。